# Juan Chapín
Juan Chapín est un personnage de fiction créé par l'auteur guatémaltèque José Milla y Vidaurre dans sa nouvelle Un viaje al otro mundo pasando por otras partes (Un voyage vers un autre monde en passant par d'autres régions) qu'il écrit alors qu'il est en exil en Europe après la révolution libérale de 1871 du président Justo Rufino Barrios. Milla étant un ami proche du général Rafael Carrera qui dirige le Guatemala jusqu'à son décès en 1865 et pour qui il travaille comme ministre des Affaires étrangères. De 1871 à 1874, Milla visite plusieurs pays en Amérique du Nord et en Europe en utilisant son personnage de Juan Chapín à qui il explique tout ce qu'ils rencontrent à l'étranger et pour représenter le guatémaltèque moyen de cette époque.

## Description du personnage

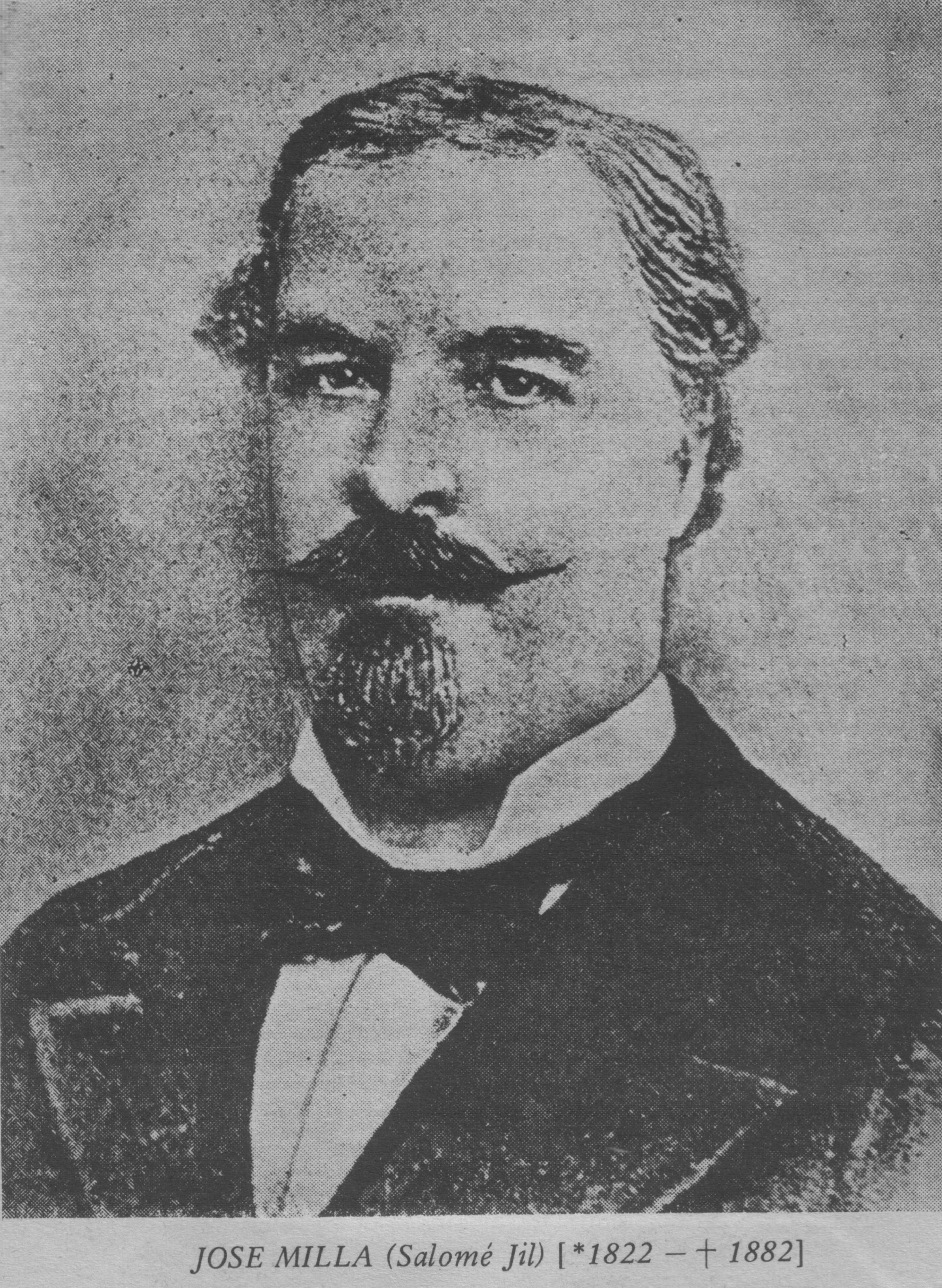
L'écrivain guatémaltèque José Milla y Vidaurre, qui créer le personnage de Juan Chapin.

Milla y Vidaurre créer Juan Chapín un personnage authentique qui représente le guatémaltèque moyen du XIXe siècle. Le terme chapín étant image du guatémaltèque typique. Le personnage est décrit comme un être sympathique, un bon hôte, religieux, intelligent, mais pas doué pour l'initiative.
« ...un garçon de 32 ans, visage rond, propre et rasé de près, de taille moyenne, aux cheveux noirs (...), lèvre un brin pulpeuse (...), de dents fortes et en ragées, entre triste et amusé, avec des yeux noirs un brin malicieux et sceptique qui font contraste avec son apparence, de nature relaxe et facile. »
À travers son personnage, Milla raconte d'abord ses histoires d'après son impression. Il admire les objets, admire et oublie aussitôt ses idoles, arrive en retard aux rendez-vous lorsqu'il s'y rend. Pour le chapín, le Guatemala est mieux que Paris. Il parle un vieil espagnol très expressif.
Dans la première nouvelle, Milla y Vidaurre racontes l'histoire de son voyage en bateau jusqu'à San Francisco et ensuite dans le train transcontinental en direction de New York en 1871. À travers l'histoire, Juan Chapín fait des commentaires.

## MagazineJuan Chapín

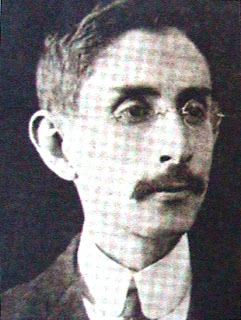
L'auteur guatémaltèque Rafael Arévalo Martínez, rédacteur en chef du magazine Juan Chapín, outil pour la génération 1910.

Le groupe d'artistes guatémaltèques nommé génération 1910 se forme sous un courant modernisme. Rapidement ceux-ci caresse l'idée d'avoir leur propre magazine. Le magazine Juan Chapín dirigé par Rafael Arévalo Martínez et Francisco Fernandez apparaît pour répondre à cette demande. Il sera un outil de propagande pour ce groupe d'artistes, mais ne sera que publié que pendant une seule année. Néanmoins, le magazine permet à plusieurs écrivains de débuter leurs carrières.

## Avenue Juan Chapín
L'avenue Juan Chapín est située dans la zone 1 de la ville de Guatemala est nommé en l'honneur du personnage. Cette avenue permet la connexion de la partie nord de la ville, alors qu'à cette époque c'est surtout le secteur qui se développe. La construction de l'avenue a été réalisée par des prisonniers et l'artère est inaugurée par le président et général Jorge Ubico Castañeda le 11 novembre 1933.